# 오철석
오철석(1982년 3월 23일 ~ )은 대한민국의 전직 축구 선수이다. 현역 시절 포지션은 공격수였다. 현재 대구예술대학교 축구부 코치이다.